# Château de Bity
Le château de Bity est un château situé à Sarran en Corrèze. Il est la propriété de Jacques et Bernadette Chirac.

## Historique
Ce château du XVIe siècle brûla en 1579 lors des guerres de Religion, et fut reconstruit par Pierre Dupuy, conseiller au Présidial de Tulle. Sa famille le conserva jusqu'en 1746 quand Roch Dupuy, seigneur-curé de Darazac, qui le tenait de son frère François Dupuy, seigneur de Bity, le légua à son neveu Jean Gabriel Martin La Selve, écuyer, procureur de 1739 à 1762, « nommé et anobli le 16 mai 1749 par charge de Conseiller, Secrétaire du roi près le Parlement de Bordeaux, pour services entièrement satisfaisants comme conseiller procureur du roi en la prévôté générale de la maréchaussée du Limousin, et de ceux de son père durant soixante ans ». La  famille de Selve l'aurait conservé jusqu'en 1843 avant de s'installer au château de la Gâne.
Léon Trotsky y aurait séjourné, d'après une rumeur persistante, de juillet 1933 à juin 1935, hébergé par William-Noël Lucas-Shadwell, ancien colonel de l'armée britannique, membre des services secrets britanniques et archéologue, qui en était propriétaire à l'époque,.
Durant la Seconde Guerre mondiale, le château de Bity abrita des résistants puis fut transformé en hôpital.

### Propriété des Chirac
Le château fut racheté le 3 mars 1969 par le couple Chirac. Ce fut le choix de Bernadette Chirac et de son père Jean-Louis Chodron de Courcel après des mois de recherche et malgré le peu d'enthousiasme de Jacques Chirac pour ce genre de demeure. Ce dernier, alors secrétaire d'État dans le gouvernement Couve de Murville, le fit classer comme monument historique, par arrêté du 3 avril 1969, ce qui permit par la suite de le restaurer en bénéficiant des aides publiques de l'État. À ce sujet, Georges Pompidou dit à Chirac : 

« Quand on prétend faire de la politique, on s'arrange pour ne pas avoir de château, sauf s'il est dans la famille depuis au moins Louis XV,. »

Dans sa déclaration de patrimoine publiée au Journal officiel à l'issue de son mandat présidentiel en 2007, Jacques Chirac déclara ce château  comme « résidence secondaire élevée sur caves », estimée à 500 000 euros.
En 1977, Jacques Chirac, alors trésorier de la Fondation Claude-Pompidou, fit « part aux membres du conseil d'administration (de la fondation) d'un projet de dons manuels qui devraient être affectés au profit de la fondation pour une somme de 500 000 F » grâce notamment à des subventions de la Mairie de Paris dans le but d'acheter une parcelle de 5 hectares jouxtant son château de Bity et y implanter un centre de vacances pour personnes âgées, centre qui ne vit jamais le jour. La Fondation nia l'existence de ce projet.
En octobre 1999, Jacques Chirac y a reçu le président chinois Jiang Zemin en visite privée.
Début 2011, France-Soir publie une enquête qui indique que la surveillance du château de Bity coûte 420 000 euros par an à l'État, alors qu'il « ne vaut plus grand chose » et que Jacques Chirac ne s'y rend qu'une fois par an.
En juillet 2012, François Hollande, devenu président de la République après Nicolas Sarkozy qui avait succédé à Chirac, rend visite à ce dernier au château de Bity.
Le château de Bity a été flouté sur les photographies aériennes du Géoportail,.

## Architecture
Le château, qui avait brûlé en 1579, a été reconstruit au début du XVIIe siècle. Le corps de logis rectangulaire est flanqué d'une tour carrée avec échauguette sur cul-de-lampe à chaque angle.
Deux pavillons du XVIIIe siècle bordent la cour en terrasse laquelle donne accès au jardin.